# 普萊泰爾尼察
普萊泰爾尼察是克羅地亞的城鎮，位於該國東部，距離首府波熱加12公里，由波熱加-斯拉沃尼亞縣負責管轄，面積198.13平方公里，海拔高度153米，2001年人口3,739。
45°17′N 17°48′E / 45.283°N 17.800°E